# Кумпаратура (Сучава)
Кумпаратура (рум. Cumpărătura) насеље је у Румунији у округу Сучава у општини Босанчи. Oпштина се налази на надморској висини од 350 m.

## Становништво
Према подацима из 2002. године у насељу је живело 325 становника, од којих су сви румунске националности.